# Musée archéologique de Marathon
Le Musée archéologique de Marathon (en grec moderne : Αρχαιολογικό Μουσείο Μαραθώνα) est un musée de Grèce situé dans la région de Vranás, au sein de la municipalité de Marathon, en Attique. Il a été construit en 1975 et restructuré en 2004.

## Collections
Le musée possède une collection d'objets provenant des sites archéologiques de la région, couvrant des périodes comprises entre le Néolithique et l'époque romaine. Outre les objets, le musée conserve les produits des fouilles de la nécropole de Vranás, de l'âge du bronze, et le soi-disant « tombeau des Platéens », du Ve siècle av. J.-C..  

### Salle I
La salle I contient les découvertes d'une grotte située à 2,5 km à l'ouest de Marathon, en un lieu nommé Œnoé ou Oinoi (grec ancien : Οἰνόη : Strabon VIII,7,1), lieu de peuplement et de sépulture durant la période néolithique et, depuis l'époque classique, lieu de vénération du dieu Pan, raison pour laquelle elle était nommée « grotte de Pan ». Cette grotte comporte deux entrées et plusieurs salles ornées de concrétions calcaires : bassins, stalactites, stalagmites. Les fouilles menées dans la grotte en 1958 par la Société Archéologique d'Athènes, sous la direction de Ioánnis Papadimitríou, ont été reprises depuis 2014 par l'Éphorie de Paléoanthropologie-Spéléologie. Outre des squelettes humains, des poteries, des outils, des lampes et des bijoux en pierre, en os et en métal, les fouilles de la « grotte de Pan » ont livré une inscription du Ier siècle av. J.-C. qui réglemente certains aspects de son culte. Ce mobilier montre une occupation depuis le Néolithique moyen (VIe millénaire avant J.-C.) jusqu'à la période romaine tardive (VIe siècle après J.-C.). Ce lieu est identifié à la grotte de Pan mentionnée par Pausanias (I,32,7).

### Salle II

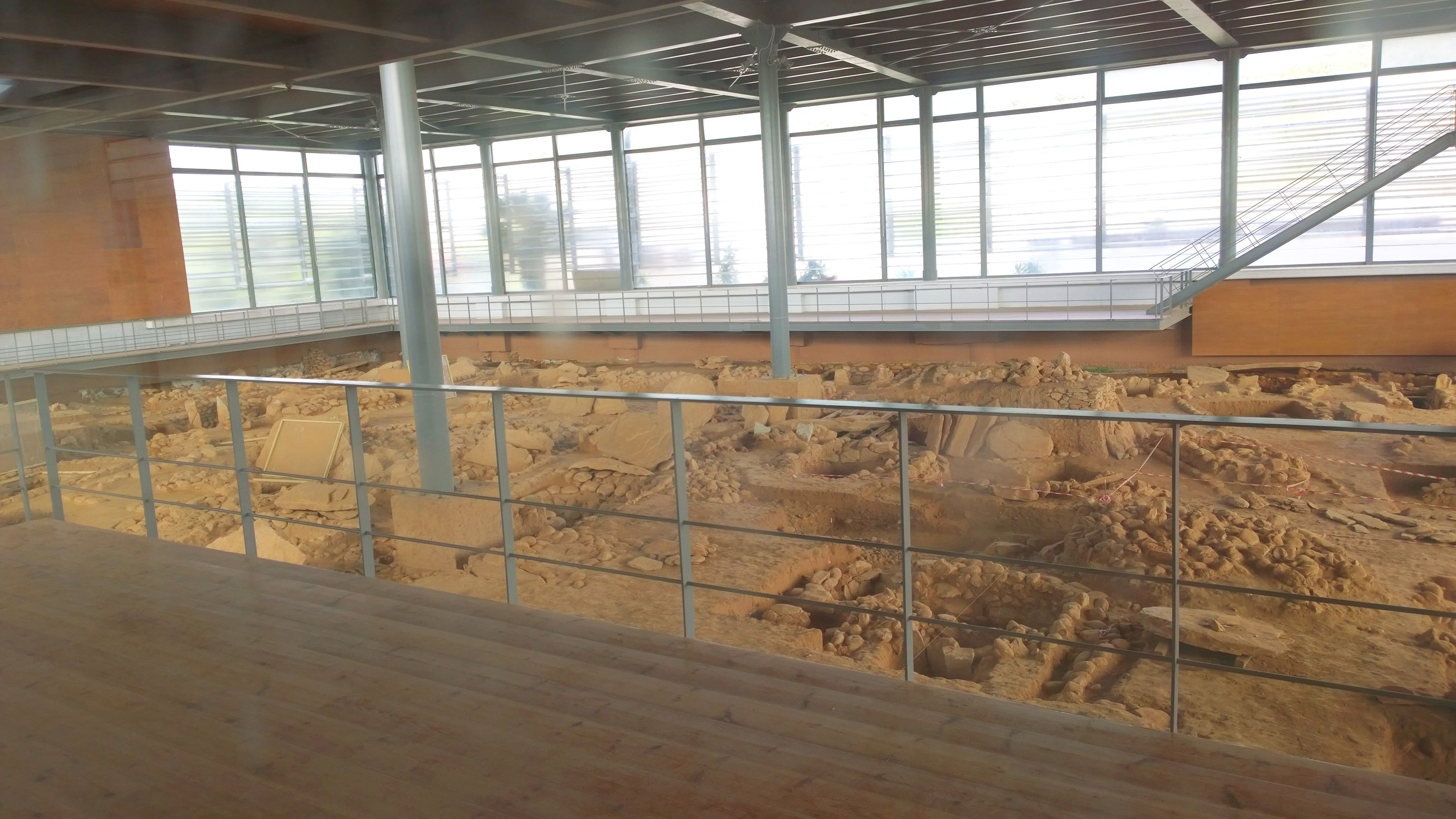
Nécropole de Vranás.

La salle II est consacrée aux trouvailles du Néolithique tardif et de l'âge du bronze (objets de la nécropole de Tsépi et de la colonie de Bóriza) et du début de l'âge du bronze : outils, poteries et statuettes. Certains des objets trouvés dans les tombes montrent des influences cycladiques. D'autre part, les découvertes de la nécropole de Vranás et de la colonie de Plási appartiennent à l'âge du bronze moyen et tardif, notamment des scarabées, des perles, des pointes de flèches et de la poterie.

### Salle III
La salle III contient des objets appartenant aux périodes géométrique, archaïque et classique des nécropoles des villes qui se trouvaient dans la région : Marathon, Probalinthos (el), Œnoé (voir ci-dessus, salle I)  et Tricorynthos (el). Les pièces en céramique se distinguent, pour certaines, par une décoration géométrique ; d'autres, également de la période géométrique, par leurs représentations primitives de personnes et d'animaux ; d'autres à figures noires ou à figures rouges par des scènes mythologiques et de la vie quotidienne.

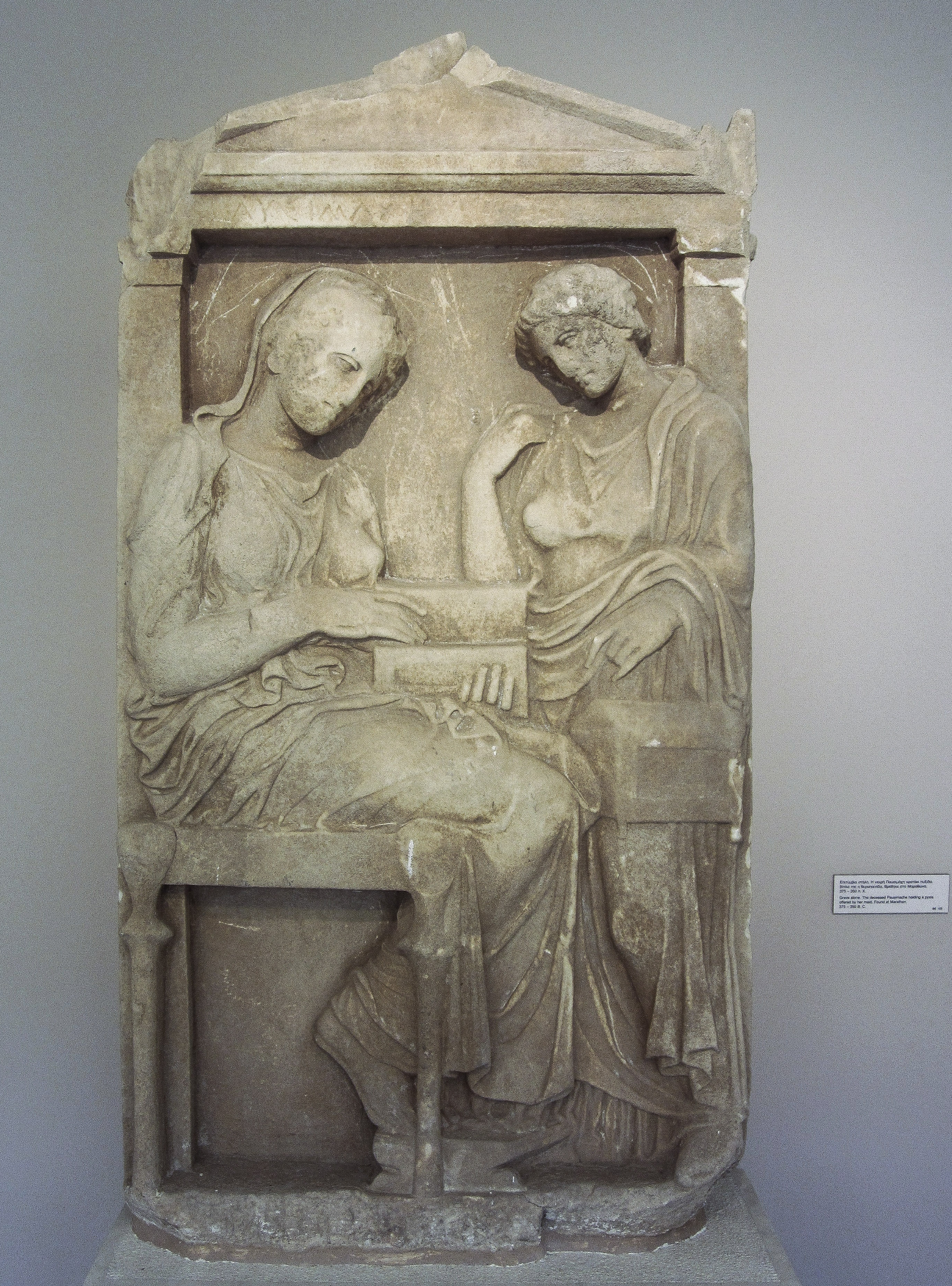
Stèle de Nausimachè
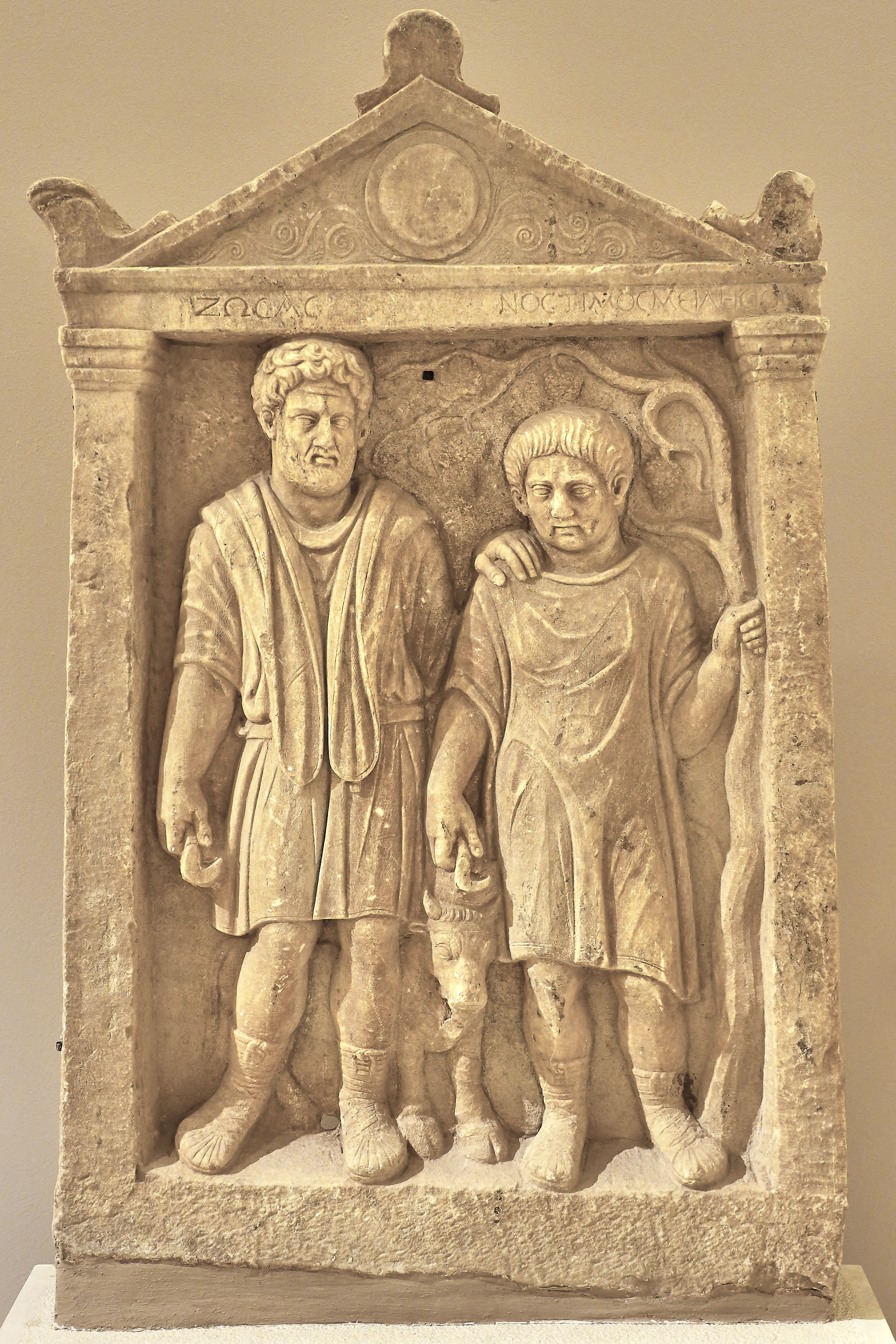
Stèle de Zosas et Nostimos
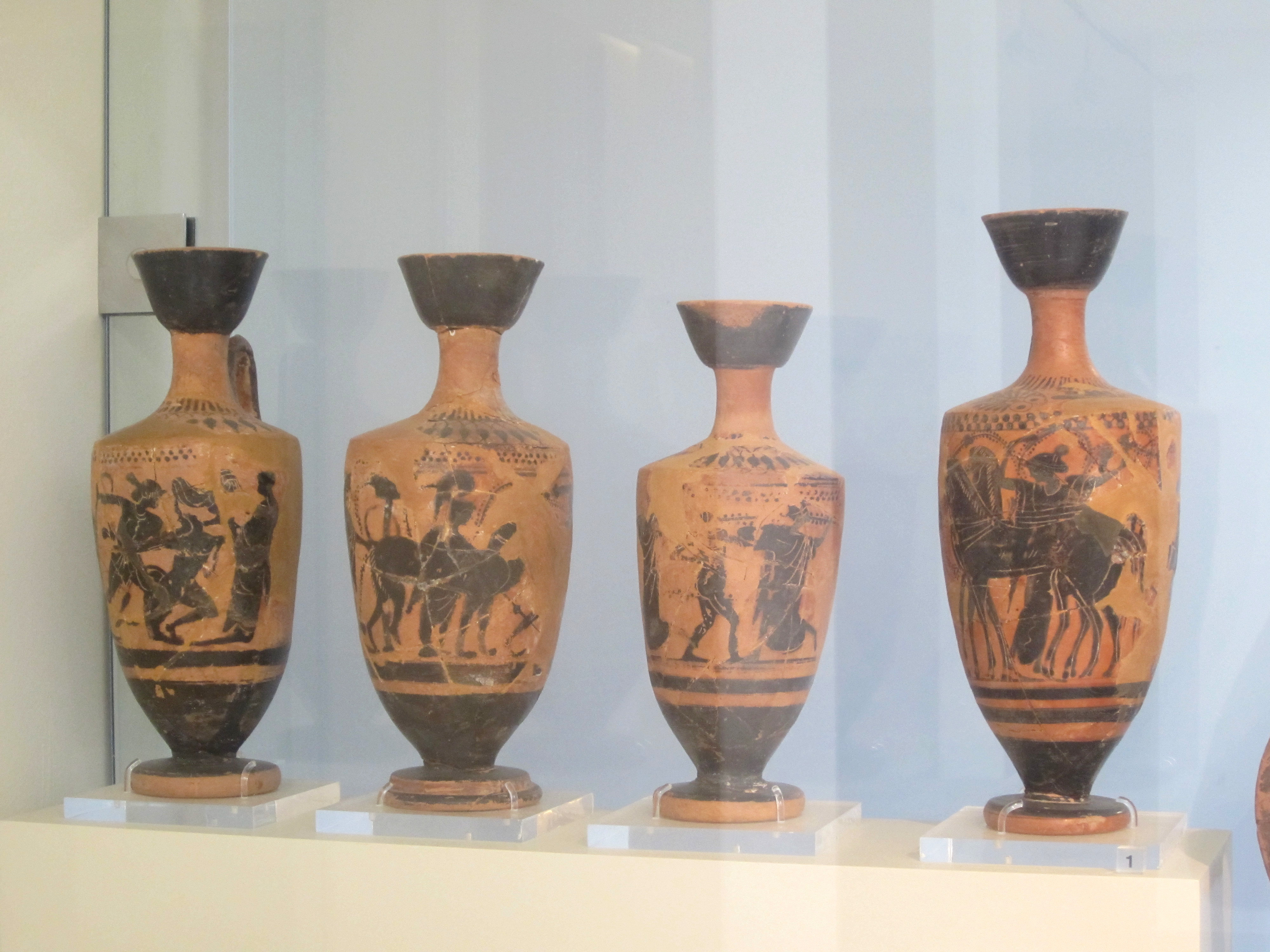
Vases à figures noires

### Salle IV
La salle IV est dédiée à l'époque d'Hérode Atticus, qui vécut au IIe siècle, bienfaiteur de diverses villes et lieux de culte. Parmi les objets exposés figurent des statues, des stèles funéraires, des colonnes et des inscriptions.

### Salle V
La salle V contient des objets du sanctuaire des dieux égyptiens, également fondé par Hérode Atticus, dont de nombreuses statues de divinités égyptiennes.

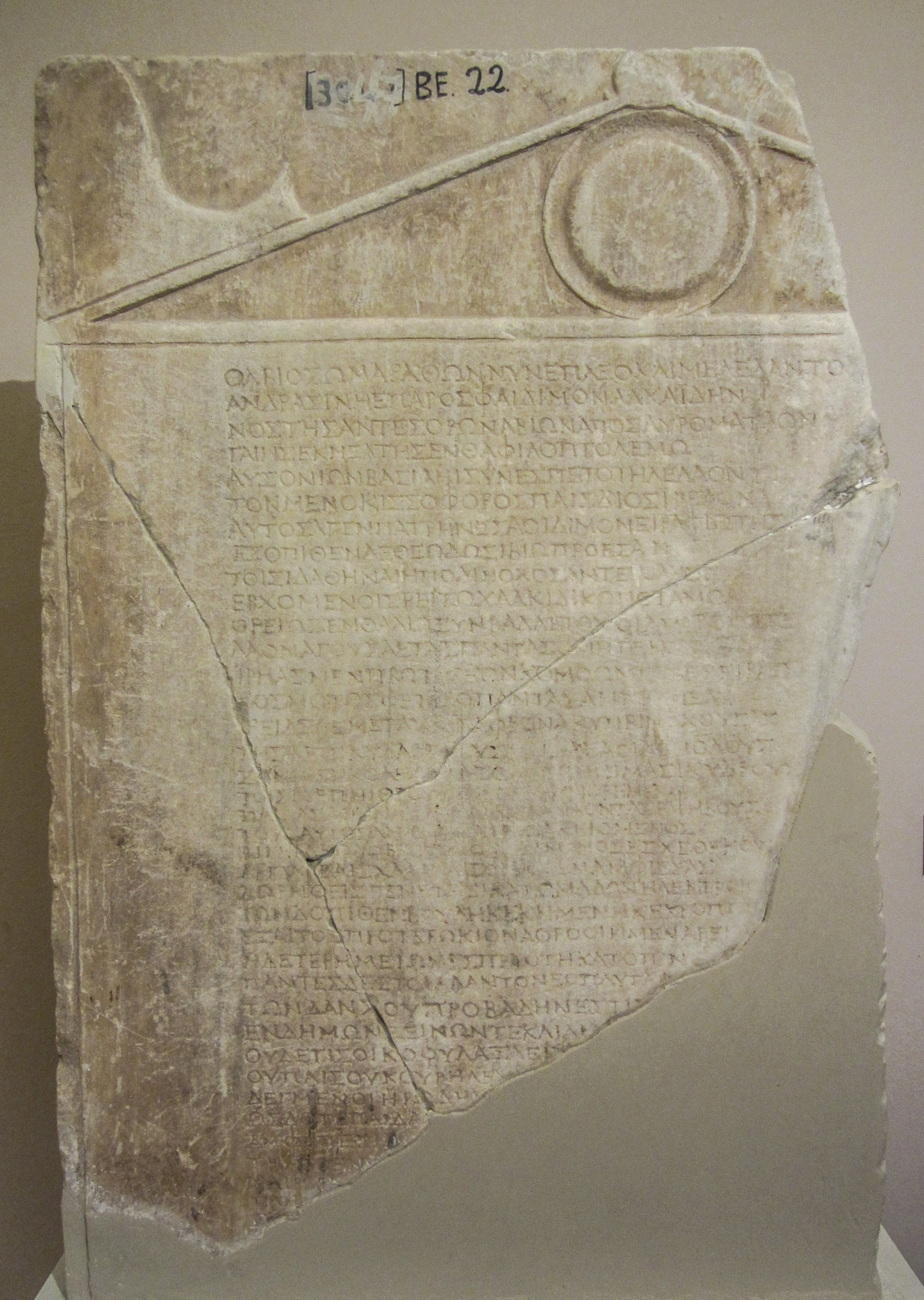
Stèle avec un poème à Hérode Atticus
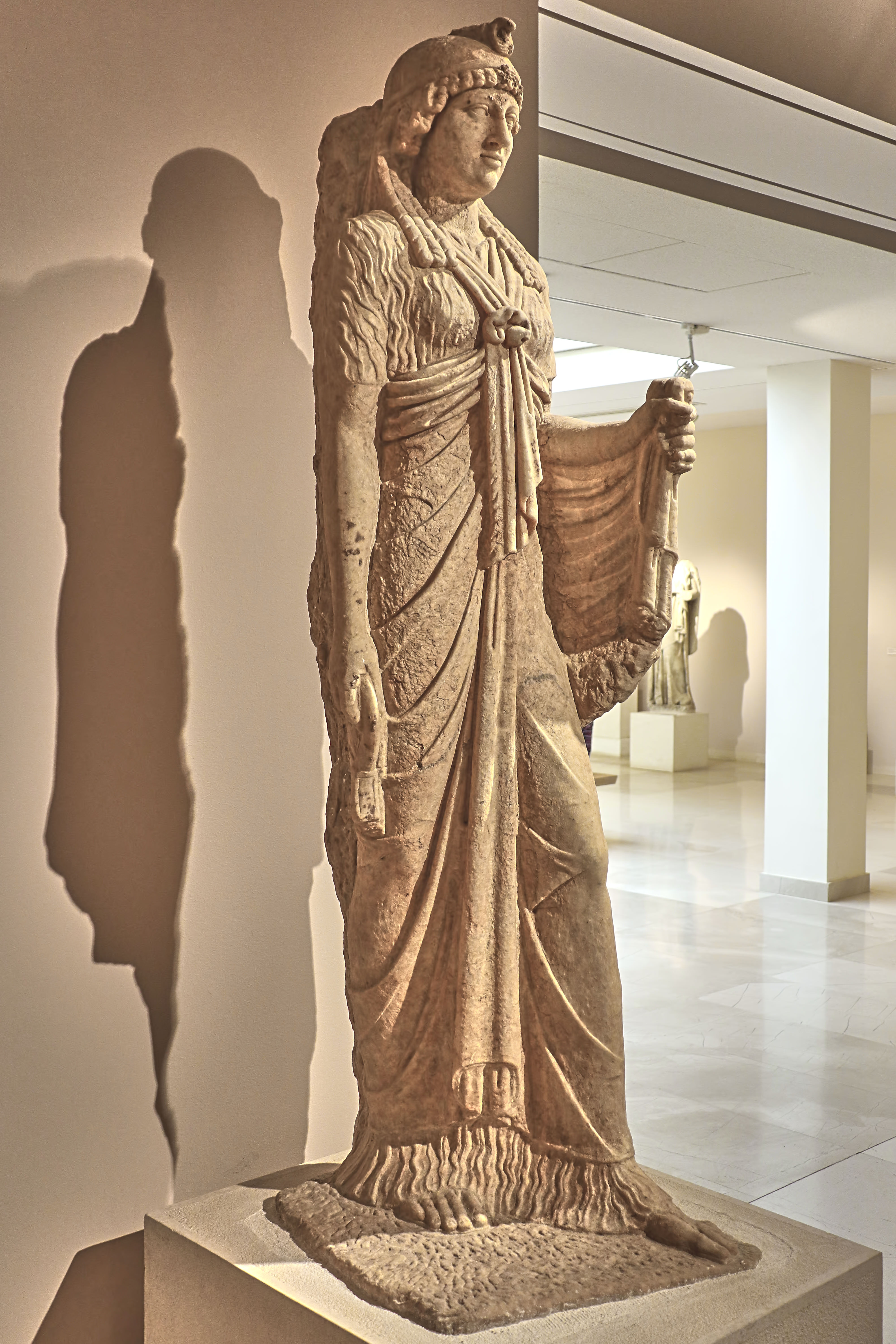
Statue du sanctuaire d'Isis
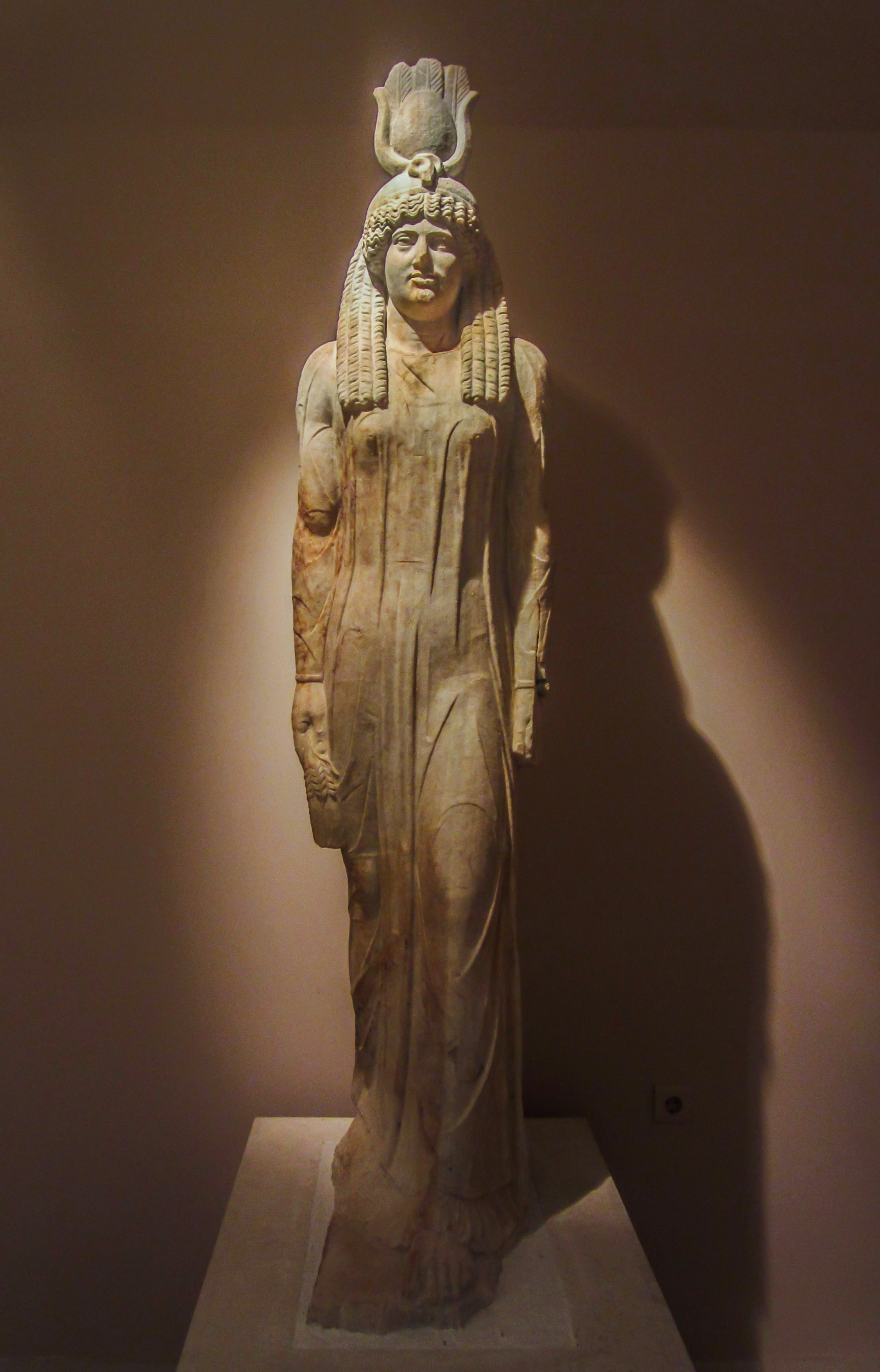
Statue dans le style égyptien

### Salle des Trophées
La salle dite « des Trophées » abrite une partie de la colonne érigée par les Athéniens en commémoration de la victoire de Marathon contre les Perses. Des objets provenant des fouilles du « tombeau des Athéniens (it) » et du « tombeau des Platéens » tombés lors de cette bataille sont également exposés.

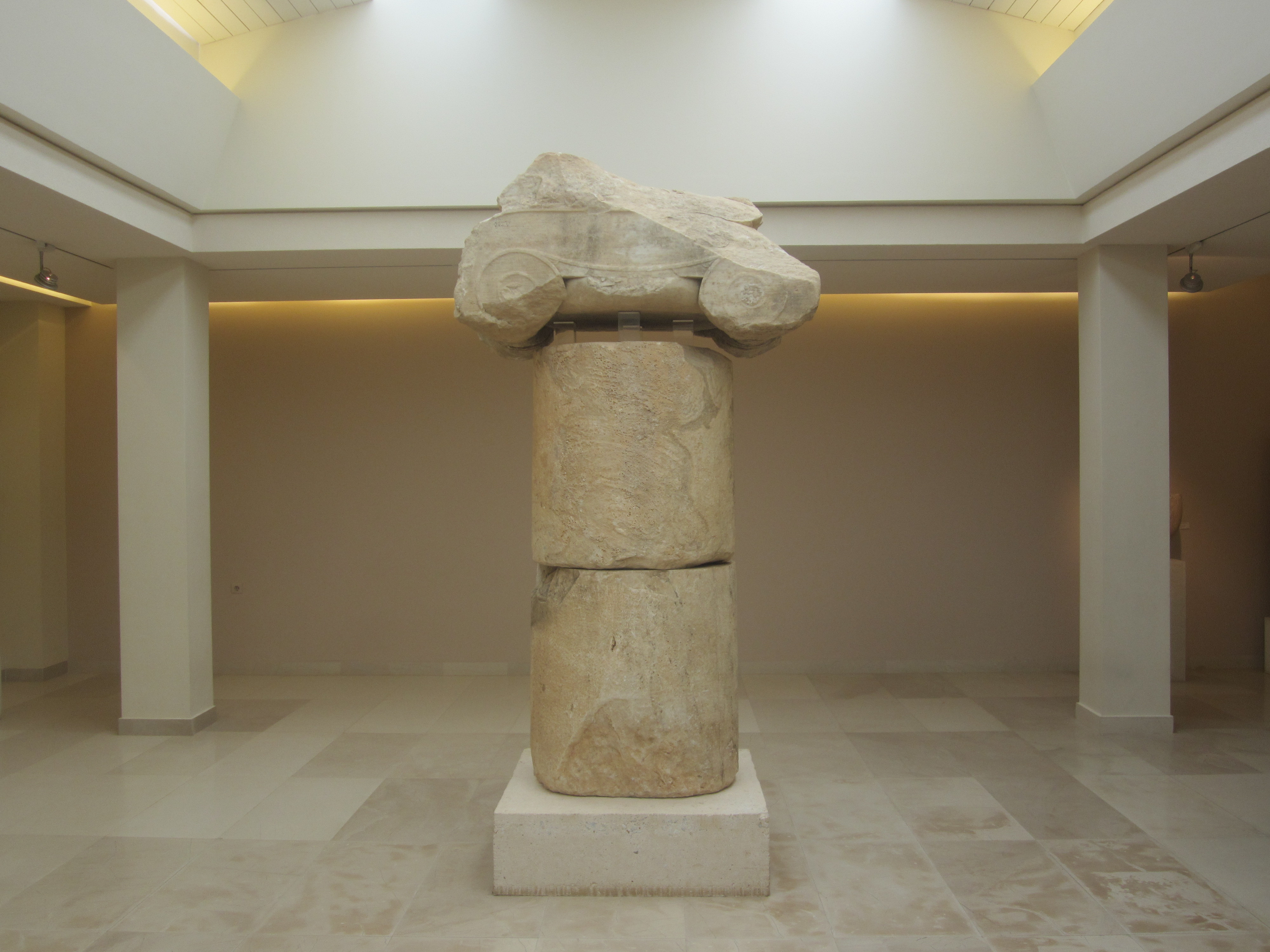
Colonne érigée par les Athéniens en commémoration de la victoire de Marathon.
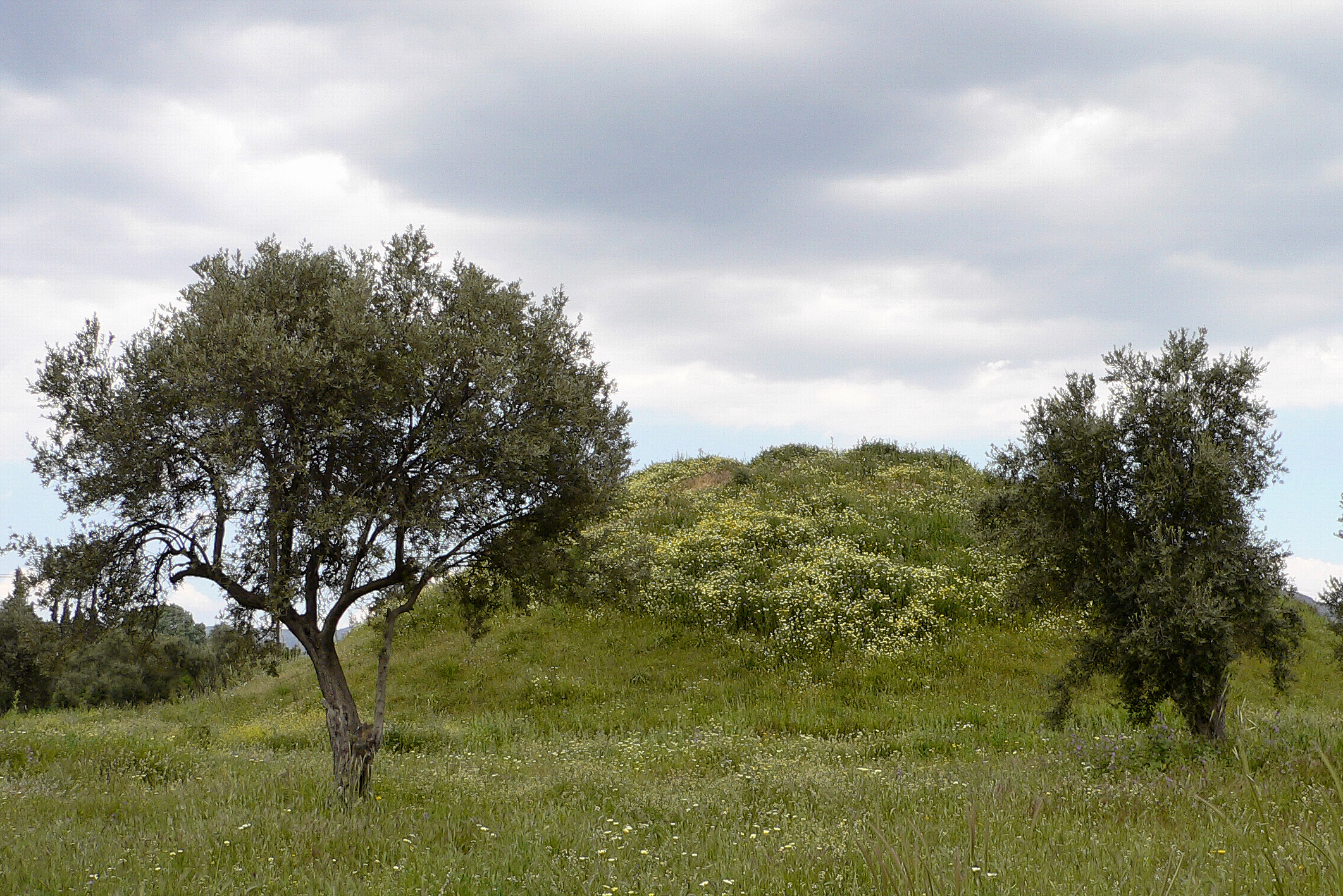
Tumulus ou soros des Athéniens
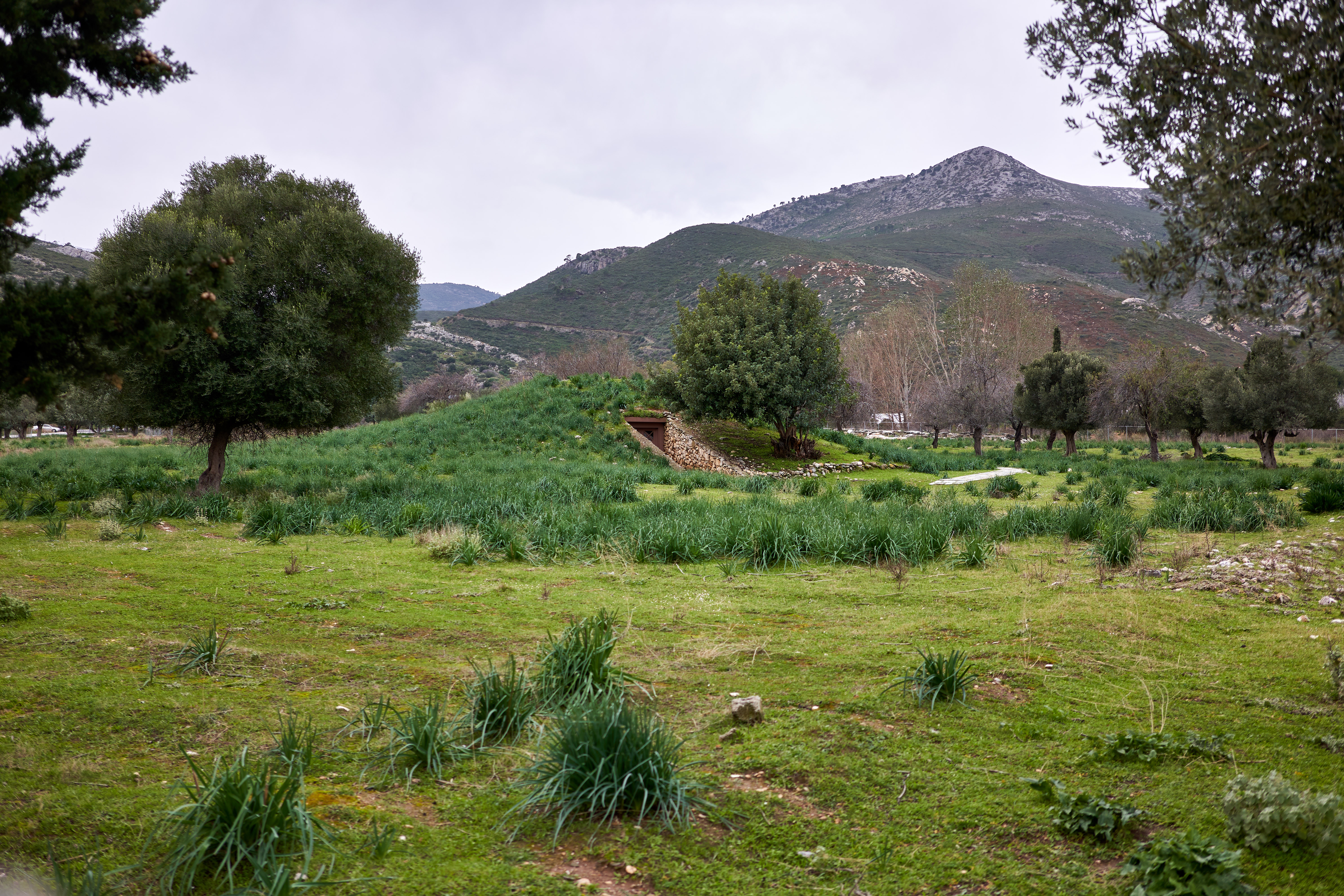
Tumulus des Platéens